# Pino Quartullo
Giuseppe Quartullo, detto Pino (Civitavecchia, 12 luglio 1957), è un attore, regista, sceneggiatore e drammaturgo italiano.

## Biografia
Laureato in architettura, si è diplomato in regia all'Accademia d'arte drammatica Silvio D'Amico e ha conseguito un diploma in recitazione presso il Laboratorio di Esercitazioni Sceniche di Gigi Proietti. Nel 1987 viene nominato all'Oscar con il cortometraggio Exit nella categoria live action, insieme a Stefano Reali. Dal 2000 al 2013 è stato direttore artistico del Teatro Traiano di Civitavecchia. Insegna recitazione all'Accademia ACT Multimedia, a Cinecittà. Ha inoltre doppiato Jim Carrey nei film The Mask e Scemo e più scemo.
A dicembre 2021 è stato insignito del Premio Vincenzo Crocitti International.

## Vita privata
Nel 1996 ha avuto una figlia, Emma, anche lei attrice, nata dalla relazione con la collega Elena Sofia Ricci. Nel 2010 ha sposato la giornalista potentina Margherita Romaniello. Si professa cattolico.

## Teatro
- Fra diavolo, regia di Aldo Trionfo (1980)
- Incantesimi e magie, regia di Aldo Trionfo (1982)
- A me gli occhi, please (1982)
- L'Avaro, regia di Giuseppe Patroni Griffi (1982/1983)
- La mandragola di Niccolò Machiavelli, regia di Pino Quartullo (1983)
- Tentativi di passione, da Passione 1514 di Franco Cuomo e Maricla Boggio, regia di Pino Quartullo (1983)
- Teatro Grand Guignol, regia di Pino Quartullo (1985)
- Rozzi, intronati, straccioni e ingannati, regia di Pino Quartullo (1985)
- Deus ex machina di Woody Allen, regia di Pino Quartullo (1985)
- Bagna e asciuga di Gianfranco Jannuzzo, regia di Pino Quartullo (1985)
- Gianni Schicchi, regia di Pino Quartullo (1985)
- Fools di Neil Simon, regia di Pino Quartullo (1986/1988)
- L'Heure espagnole di Ravel, regia di Pino Quartullo (1986)
- C'è un uomo in mezzo al mare di Gianfranco Jannuzzo, regia di Pino Quartullo (1987/1988)
- A che servono gli uomini?, regia di Pietro Garinei (1989)
- Quando eravamo repressi, regia di Pino Quartullo (1990/1991; 1998)
- Risiko...quell'irrefrenabile voglia di potere di Francesco Apolloni, regia di Pino Quartullo (1992)
- 1993 Le faremo tanto male, regia di Pino Quartullo
- C'è un uomo in mezzo al mare di Gianfranco Jannuzzo, regia di Pino Quartullo (1996/1998)
- Estate e fumo di Tennessee Williams, regia di Armando Pugliese (1996/1998)
- Giovani cannibali, regia di Pino Quartullo (1998)
- George Saint-Chopin, regia di Pino Quartullo (2000)
- Dramma della gelosia dal film di Age, Scarpelli e Scola, regia di Gigi Proietti (2000)
- Deus Ex Machina di Woody Allen, regia di Pino Quartullo (2000/2002)
- La divina commedia, regia di Pino Quartullo (2001)
- Il vantone di Pier Paolo Pasolini, regia di Pino Quartullo (2001)
- Gl'innamorati di Carlo Goldoni, regia di Pino Quartullo (2003)
- Nord e Sud, regia di Pino Quartullo e Gianfranco Jannuzzo (2003/2005)
- Stregata dalla luna di John Patrick Shanley, regia di Gigi Proietti (2004/2005)
- Prova a chiamarmi, regia di Pino Quartullo (2005)
- Oggi Sposi, regia di Pino Quartullo (2005)
- Serata d'onore per l'Imperatore Traiano, regia di Pino Quartullo (2005)
- Gossip, a scuola di maldicenza, regia di Gigi Proietti (2005)
- Quella del piano di sopra di Pierre Chesnot, regia di Gigi Proietti (2005/2007)
- Giulio Cesare di William Shakespeare, regia di Pino Quartullo (2006)
- Buon compleanno Mozart, regia di Pino Quartullo (2006)
- Prova a farmi ridere di Alan Ayckbourn, regia di Maurizio Micheli (2006)
- Pistaaa di V. Mattews, regia di Pino Quartullo (2006/2007)
- Timone d'Atene di William Shakespeare, regia di Jurij Ferrini (2007)
- Ultima chiamata di Josiane Balasko, regia di Pino Quartullo (2008/2010)
- La Cassaria di Ludovico Ariosto, regia di Pino Quartullo (2009)
- Assassinio Nella Cattedrale di T. S. Eliot, regia di Pino Quartullo (2009/2010)
- Girgenti amore mio di Gianfranco Jannuzzo, regia di Pino Quartullo (2010)
- L'ebreo, di Gianni Clementi, regia di Enrico Maria Lamanna, con Ornella Muti (2010)
- Gigi, è tutta colpa tua!, spettacolo-evento per i 30 anni del Laboratorio di esercitazioni sceniche, diretto da Gigi Proietti (2010)
- L’invasione degli ufo, Centrale Montemartini, regia di Pino Quartullo (2010)
- Paspartu, regia di Pino Quartullo (2011)
- Che ora è?, regia di Pino Quartullo (2011)
- Somatizzo molto, regia di Pino Quartullo (2012)
- La macchina che fa scendere Dio, regia di Pino Quartullo (2012)
- Quartullo's Play, regia di Pino Quartullo (2012)
- Gli innamorati, regia di Pino Quartullo (2013)
- Affari di cuore, regia di Chiara Noschese (2013)
- Signori...le paté de la maison di M. De Laporte e Alexandre de la Patellière, regia di Maurizio Micheli (2013/2016)
- Il mio testimone di nozze, regia di Pino Quartullo (2014)
- Occhio a quei due di Claudio Gregori, regia di Pino Quartullo (2014)
- I sepolcri e i Cimiteri, letture di Ippolito Pindemonte, regia di Pino Quartullo (2015)
- 50 bevitori di Rosso, regia di Pino Quartullo (2015)
- Qualche volta scappano, regia di Pino Quartullo (2015/2016)
- Il covo dei ladri, regia di S. Leonardi, regia di Pino Quartullo (2016)
- 1900 anni fa Traiano, regia di Pino Quartullo (2017)
- La Strategia del paguro, regia di Pino Quartullo (2017)
- 6 Lezioni di danza a domicilio, regia di Pino Quartullo (2018)
- Il fu Mattia Pascal, regia di Guglielmo Ferro (2018)
- Agenzia Cyrano, regia di Pino Quartullo (2018)
- Come fosse lei, regia di Pino Quartullo (2018)
- Carpe Diem, regia di Pino Quartullo (2018)
- Amici, amori, amanti-ovvero la verità, regia di Enrico Maria Lamanna (2018)
- Piantando chiodi nel pavimento con la fronte , regia di Pino Quartullo (2019)
- Canto d'infinito, letture, regia di Pino Quartullo (2019)
- Anche gli asparagi hanno un'anima, regia di Pino Quartullo (2019)
- Hollywood Burger, regia di Roberto Cavosi (2019)

## Filmografia

### Attore

#### Cinema
- Il marchese del Grillo, regia Mario Monicelli (1981)
- A me mi piace, regia di Enrico Montesano (1985)
- Secondo Ponzio Pilato, regia di Luigi Magni (1987)
- Laggiù nella giungla, regia di Stefano Reali (1987)
- Rorret, regia di Fulvio Wetzl (1988)
- Piccoli equivoci, regia di Ricky Tognazzi (1989)
- Modì, regia di Franco Brogi Taviani (1989)
- Vanille fraise, regia di Gérard Oury (1989)
- Quando eravamo repressi, regia di Pino Quartullo (1992)
- Le donne non vogliono più, regia di Pino Quartullo (1993)
- Storie d'amore con i crampi, regia di Pino Quartullo (1995)
- Esercizi di stile, regia di Pino Quartullo (1996)
- Le faremo tanto male, regia di Pino Quartullo (1998)
- Ultimo banco, regia di Umberto Marino (1998)
- Territori d'ombra, regia di Paolo Modugno (2001)
- Che ne sarà di noi, regia di Giovanni Veronesi (2004)
- Gas, regia di Luciano Melchionna (2005)
- Mai + come prima, regia di Giacomo Campiotti (2005)
- Scusa ma ti chiamo amore, regia di Federico Moccia (2008)
- Scusa ma ti voglio sposare, regia di Federico Moccia (2009)
- Il figlio più piccolo, regia di Pupi Avati (2009)
- Il profumo dei gerani, regia di Pino Quartullo (2010)
- La logica delle cose, regia di Andrea Baracco (2013)
- L'eroe, regia di Cristiano Anania (2017)
- Burraco fatale, regia di Giuliana Gamba (2020)
- Prima di andare via, regia di Massimo Cappelli (2023)

#### Cortometraggi
- L'ultimo cielo, regia di Simone Petralia (2011)
- Uno al giorno, regia di Mimmo Calopresti (2012)
- E la vita continua, regia di Pino Quartullo (2012)
- Io donna, regia di Pino Quartullo (2014)

#### Televisione
- Il vizio di vivere – film TV (1988)
- La ciociara – miniserie TV (1989)
- Disperatamente Giulia – miniserie TV (1989)
- Le ragazze di piazza di Spagna – miniserie televisiva (1998)
- L'amore oltre la vita – fiction (1999) Rai 1
- A due passi dal cielo – film TV (1999)
- L'amore oltre la vita, regia di Mario Caiano – film TV (1999)
- Le notti di Pasquino – fiction (2003) – Canale 5
- Vite a perdere – film TV (2004)
- Lo zio d'America 2 – fiction (2006) Rai Uno
- Provaci ancora prof! – serie TV, 1 episodio (2008)
- Distretto di Polizia 8 – serie TV, 11 episodi (2008)
- Amiche mie – serie TV (2008) Canale 5
- Fratelli Detective – film TV (2011) Canale 5
- Il bambino cattivo – film TV (2013) Rai 1
- Rimbocchiamoci le maniche – serie TV (2015)
- L'ispettore Coliandro – serie TV, Stagione 5, Ep.3 (2016)
- Una pallottola nel cuore 3 – serie TV (2017)

### Regia, soggetto e sceneggiatura
- Exit (1985) – cortometraggio
- Quando eravamo repressi (1992)
- Le donne non vogliono più (1993)
- Storie d'amore con i crampi (1995)
- Esercizi di stile (1996) segmento "In ginocchio da te... La vendetta"
- Le faremo tanto male (1998)
- E la vita continua (2012) – cortometraggio
- Io donna (2013) – cortometraggio

## Doppiaggio
- Jim Carrey in The Mask, Scemo & più scemo
- Primo carabiniere in Pinocchio
- Star, Luk e Muk in Balto
- Jeff Watson in Porter Ridge